# 矮小苓菊
矮小苓菊（学名：Jurinea algida）为菊科苓菊属的植物。分布于俄罗斯以及中国大陆的新疆等地，生长于海拔2,000米至3,020米的地区，多生于高山石坡或石坡，目前尚未由人工引种栽培。